# Eino Jurkka
Eino Jurkka (9 de febrero de 1894 – 12 de febrero de 1953) fue un actor y director teatral y cinematográfico finlandés.

## Biografía
Su nombre completo era Eino Heikki Jurkka, y nació en Helsinki, Finlandia, siendo sus padres Heikki Rothström y Rosa Saari. En 1906 el apellido familiar se tradujo a Juurivirta, abreviándose posteriormente a Jurkka. 
Eino Jurkka llegó por casualidad a la actuación. Viajaba a Jämsä en tren para estudiar, cuando vio un anuncio del Helsingin Sanomat en el que buscaban intérpretes para un espectáculo musical. Gracias a ello actuó bajo la dirección de Kaarle Halme, trabajando de manera ocasional como intérprete.
Tras trabajar en el Turun Casino-Operet, en 1918 llegó al Teatro de Helsinki Kansan Näyttämö. Desde allí fue a Oulu a dirigir el Oulun Työväen Näyttämö, trasladándose después a Víborg. En esta ciudad, y durante cuatro años a partir de 1924, Jurkka fue actor y director del Viipurin Näyttämö. Destacó bajo su dirección la obra Peer Gynt en 1926. Otra de sus direcciones destacadas llegó con la pieza de Lauri Haarla Velisurmaajat.
En los años 1930 Jurkka fue director en Helsinki en el Koiton Näyttämö. Algunas de las obras representadas por él fueron Neekeri (1931), Hanuumanin tytär (1932) y Sudenmorsian (1937), actuando en ellas su esposa, Emmi Jurkka. Eino Jurkka pasó parte de la guerra en Jämsä, y desde 1942 se ocupó como director en Kuusankoski. Dos años después fue director en el Yhteisteatteriin de Iisalmi. 
Entre las obras clásicas que representó como actor figuran Kaksi Vihtoria, en el Koiton Näyttämö, y la pieza de León Tolstói Elävän ruumiin, llevada a escena en Víborg en 1928. Jurkka también actuó en la adaptación al cine de Kahden Vihtorin, Kaksi Vihtoria, así como en la comedia Vihtori ja Klaara (1939). Además de su trabajo teatral, Jurkka actuó en 27 producciones cinematográficas, dirigiendo dos de ellas. 
Jurkka trabajó en el Intimiteatteri desde su fundación en el año 1950. En 1951, ya debilitado por su mala salud, actuó en las obras teatrales Kummittelijoita y Britannicus.
Eino Jurkka falleció en Helsinki en el año 1953. Desde 1922 había estado casado con la actriz Emmi Jurka, con las que tuvo tres hijos, todos actores: Sakari, Vappu y Jussi. Eino y Emmi Jurkka se divorciaron en 1931, aunque siguieron trabajando juntos durante mucho tiempo. Son nietos de Jurkka Laura Jurkka, Mikko Jurkka, Timo Jurkka y Ville Sandqvist.

## Filmografía

### Actor
- 1920 : Ollin oppivuodet
- 1931 : Sano se suomeksi
- 1933 : Sininen varjo
- 1934 : Minä ja ministeri
- 1934 : Meidän poikamme ilmassa – me maassa
- 1934 : Helsingin kuuluisin liikemies
- 1935 : Kun isä tahtoo...
- 1936 : Vaimoke
- 1936 : VMV 6
- 1937 : Ja alla oli tulinen järvi
- 1937 : Koskenlaskijan morsian
- 1938 : Nummisuutarit
- 1939 : Helmikuun manifesti
- 1939 : Kaksi Vihtoria
- 1939 : Vihtori ja Klaara
- 1939 : Halveksittu
- 1940 : Eulalia-täti
- 1940 : Herra johtajan ”harha-askel”
- 1940 : Unelma karjamajalla
- 1940 : Kyökin puolella
- 1941 : Viimeinen vieras
- 1942 : Varaventtiili
- 1942 : Yli rajan
- 1942 : Synnin puumerkki
- 1943 : Neiti Tuittupää
- 1952 : Yö on pitkä
- 1952 : Salakuljettajan laulu

### Director
- 1940 : Eulalia-täti
- 1940 : Herra johtajan ”harha-askel”